# Rüdersdorfer Sprudel
Der Rüdersdorfer Sprudel war ein Wohnplatz mit einer Mineralwasserfabrik, später auch Hotel und Restaurant und Villa in Ortsteil Hennickendorf der Gemeinde Rüdersdorf bei Berlin im Landkreis Märkisch-Oderland (Brandenburg) am Stienitzsee.

## Geschichte

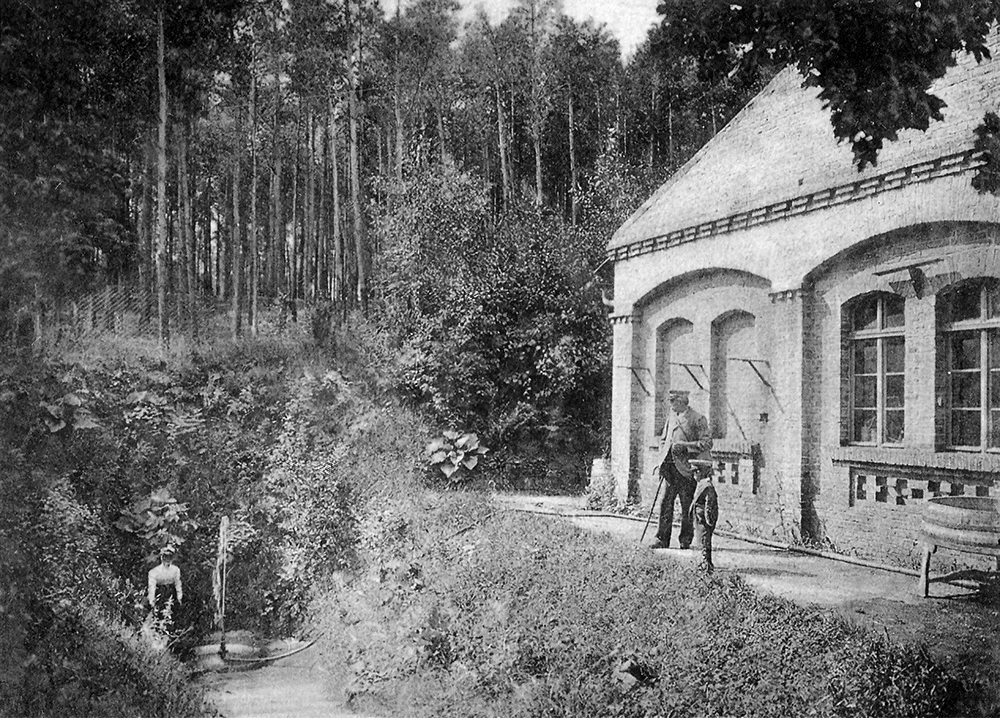
Rüdersdorfer Sprudel, Ansichtskartenmotiv von 1901, Quelle (links) und Fabrik

Der Chemiker Carl Roth aus Berlin-Charlottenburg erfand 1886 den Sprengstoff Roburit, der Schlagwetterexplosionen und Kohlestaub-Entzündungen verhindert. Roth errichtete im damals schon sehr durch die Bergindustrie geprägten Hennickendorf eine Sprengstofffabrik. Bei Probesprengversuchen am Stienitzsee stieß man 1887 zufällig auf eine Quelle, aus der das Wasser aus 80 Metern Tiefe hervorsprudelte. Karl Pioch, ein späterer Besitzer der Abfüllfabrik, baute neben der Fabrik zudem noch eine repräsentative Villa.

## Sprudelfabrik Rüdersdorfer Sprudel
Roth kaufte zusammen mit dem Kaufmann Hugo Friedrich zu Woltersdorf die Quelle und widmete sich fortan dem Vertrieb von Mineralwasser, dem „Rüdersdorfer Sprudel“. 1915 übernahm der Berliner Fabrikant Karl Pioch den Sprudel und begann neben dem Mineralwasser auch Limonade und Liköre herzustellen. Nach Piochs Tod im Jahr 1936 übernahmen seine Tochter Margarete und ihr Mann Paul Messmer den Sprudel und konnten den Vergnügungsbetrieb bis nach Ende des Zweiten Weltkriegs aufrechterhalten. Nachdem auch Paul Messmer gestorben war, verlor der Sprudel schnell seinen Charme. In der DDR bewirtschaftete der Sprudel die volkseigene HO und 1957 entstand aus der Getränkefabrik durch staatliche Zwangsbeteiligung die Rüdersdorfer Brunnen KG. 1972 wurde der Betrieb komplett enteignet und wurde bald darauf eingestellt. Erhalten sind noch die Gebäude der ehemaligen Getränkefabrik auf einer Landzunge unweit des Strandbads Stienitzsee.